# Honda S500

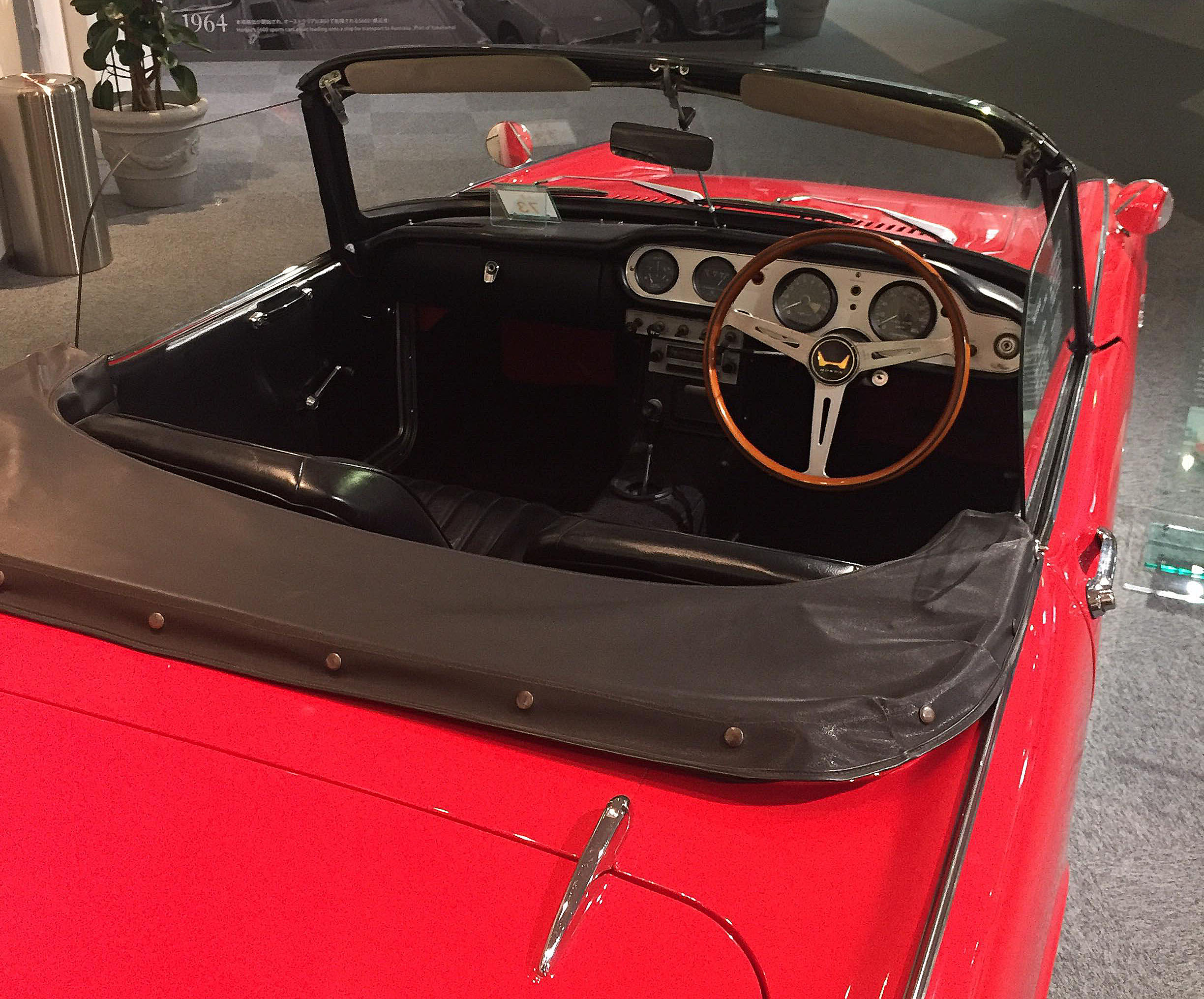
Интерьер Honda S500

Honda S500 — спортивный автомобиль производства японской компании Honda, впервые представленный в 1963 году. Являлся вариантом не пошедшего в серию родстера S360 с большим рабочим объёмом.

## Описание
Как и в S360, в S500 применялся высокотехнологичный двигатель, разработанный на основе опыта Honda в области мотоциклов — рядный четырёхцилиндровый двигатель с четырьмя карбюраторами Keihin и двумя верхними распредвалами. Красная зона — 9500 об/мин. Первоначально предполагалось, что рабочий объём двигателя составит 492 см3, однако серийная версия имела рабочий объём 531 см3 и выдавала мощность 33 кВт (44 л. с.) при 8000 об/мин. Размеры и объём двигателя Honda S500 были увеличены относительно кей-каров. 
В S500 применялась четырёхступенчатая механическая трансмиссия. Автомобиль имел независимую подвеску на всех четырёх колёсах, с торсионами спереди и подрессоренной цепной передачей сзади. Также выпускались небольшими партиями хардтопы. 
В 1963 году цена на Honda S500 составляла 1275 долларов. В период с октября 1963 по сентябрь 1964 года было выпущено 1363 автомобиля. 
Конкурентами являлись Datsun Fairlady, Toyota Sports 800 и Daihatsu Compagno. 